# Ilex cinerea
Ilex cinerea là một loài thực vật có hoa trong họ Aquifoliaceae. Loài này được Champ. ex Benth. mô tả khoa học đầu tiên năm 1852.